# هزاران علیا
هزاران علیا یکی از روستاهای استان آذربایجان شرقی است که در دهستان قوری‌چای شرقی بخش مرکزی شهرستان چاراویماق واقع شده‌است.

## آب و هوا
هزاران علیا، روستایی با آب و هوایی مانند مناطق معتدل که در زمستان ها هوایی سرد و برفی دارد و در تابستان هوایی خشک و گرم را دارا است.

## جمعیت
این روستا کم جمعیت بوده و باغ ها و زمین های زراعی متعددی در داخل و اطراف آن وجود دارد.

## حاصلخیزی
حاصلخیزی این منطقه سالیانه در حال تغییر می باشد. 
اطراف روستا دارای طبیعتی دست نخورده و مکان های دیدنی مختلفی است.